# المعصرة (بلقاس)
قرية المعصرة هي إحدى القرى التابعة لمركز بلقاس في محافظة الدقهلية في جمهورية مصر العربية. حسب إحصاءات سنة 2006، بلغ إجمالي السكان في المعصرة 42179 نسمة، منهم 21335 رجل و20844 امرأة.

## التاريخ
قرية المعصرة من القرى القديمة، حيث وردت باسم «معصرة بلقونه» في أعمال الدنجاوية ضمن قرى الروك الصلاحي التي أحصاها ابن مماتي في كتاب قوانين الدواوين، كما وردت باسم «المعصرة» في أعمال الغربية ضمن قرى الروك الناصري التي أحصاها ابن الجيعان في كتاب «التحفة السنية بأسماء البلاد المصرية». وفي العصر العثماني وردت باسم «المعصرة» في التربيع العثماني الذي أجراه الوالي العثماني سليمان باشا الخادم في عصر السلطان العثماني سليمان القانوني ضمن قرى ولاية الغربية، وفي تاريخ 1228هـ/1813م الذي عدّ قرى مصر بعد المسح الذي قام به محمد علي باشا باسم «المعصرة» ضمن قرى مديرية الغربية.

## طالع أيضًا
- محافظة الدقهلية
- قائمة قرى محافظة الدقهلية